# Contea di Middlesex (New Jersey)
La contea di Middlesex, in inglese Middlesex County, è una contea del New Jersey centrale negli Stati Uniti. Il capoluogo è New Brunswick. Fa parte dell'area metropolitana di New York e si colloca al centro del Corridoio Boston-Washington.

## Geografia fisica
La contea confina a nord con la contea di Union, a est si affaccia sullo stretto di Arthur Kill e ha un confine marittimo con la contea di Richmond dello Stato di New York, a sud-est si affaccia sulla Raritan Bay, a sud confina con la contea di Monmouth, a sud-ovest con la contea di Mercer e a nord-ovest con quella di Somerset.
Il territorio è pianeggiante. Il maggior fiume della contea è il Raritan, che dopo aver segnato parte del confine nord-occidentale, scorre nell'area centrale della contea prima di sfociare con un lungo estuario nella Raritan Bay. Il Raritan riceve da sud il Lawrence Brook, l'emissario del Farrington Lake. Al confine settentrionale con la contea di Union scorre il fiume Rahway.
Il capoluogo della contea è la città di New Brunswick, posta sul fiume Raritan e sede della Rutgers University. Nell'area settentrionale sono situate Edison e Woodbridge, le città più grandi della contea. Alla foce del Raritan è posta la città di Perth Amboy e alla foce del fiume Rahway è situata Carteret. Altre città sono Piscataway e Sayreville.
La contea ha 18 parchi che coprono una superficie di 6 000 acri.

## Storia
I primi abitanti del territorio della contea furono gli indiani Lenape.
Il primo europeo ad esplorare la baia di Raritan fu Giovanni da Verrazano nel 1524. Nel 1609 Henry Hudson raggiunse la baia di Raritan nel corso di un suo viaggio alla ricerca di un passaggio a nord-ovest. I primi europei ad esplorare la valle di Raritan furono gli olandesi della colonia di Nuova Amsterdam. Nel 1666 venne fondata Piscataway da coloni inglesi e nel 1683 venne fondata la città portuale di Perth Amboy, oggi collegata a Staten Island da un ponte. Nel XVII secolo gli olandesi comprarono il territorio dai nativi Lenape. Anche scozzesi, inglesi e francesi furono tra i primi coloni. La contea fu istituita nel 1683 ed è una delle contee originarie del New Jersey. Deve il suo nome al Middlesex in Inghilterra.

## Università
- Middlesex County College, situato a Edison
- Rutgers University - anche chiamata The State University of New Jersey, è l'università più grande dello Stato ed è stata fondata nel 1766. I campus principali sono a New Brunswick e a Piscataway.
- University of Medicine and Dentistry, a New Brunswick
- Princeton University - Il Forrestal Campus a Plainsboro
- DeVry University, a North Brunswick

## Comuni

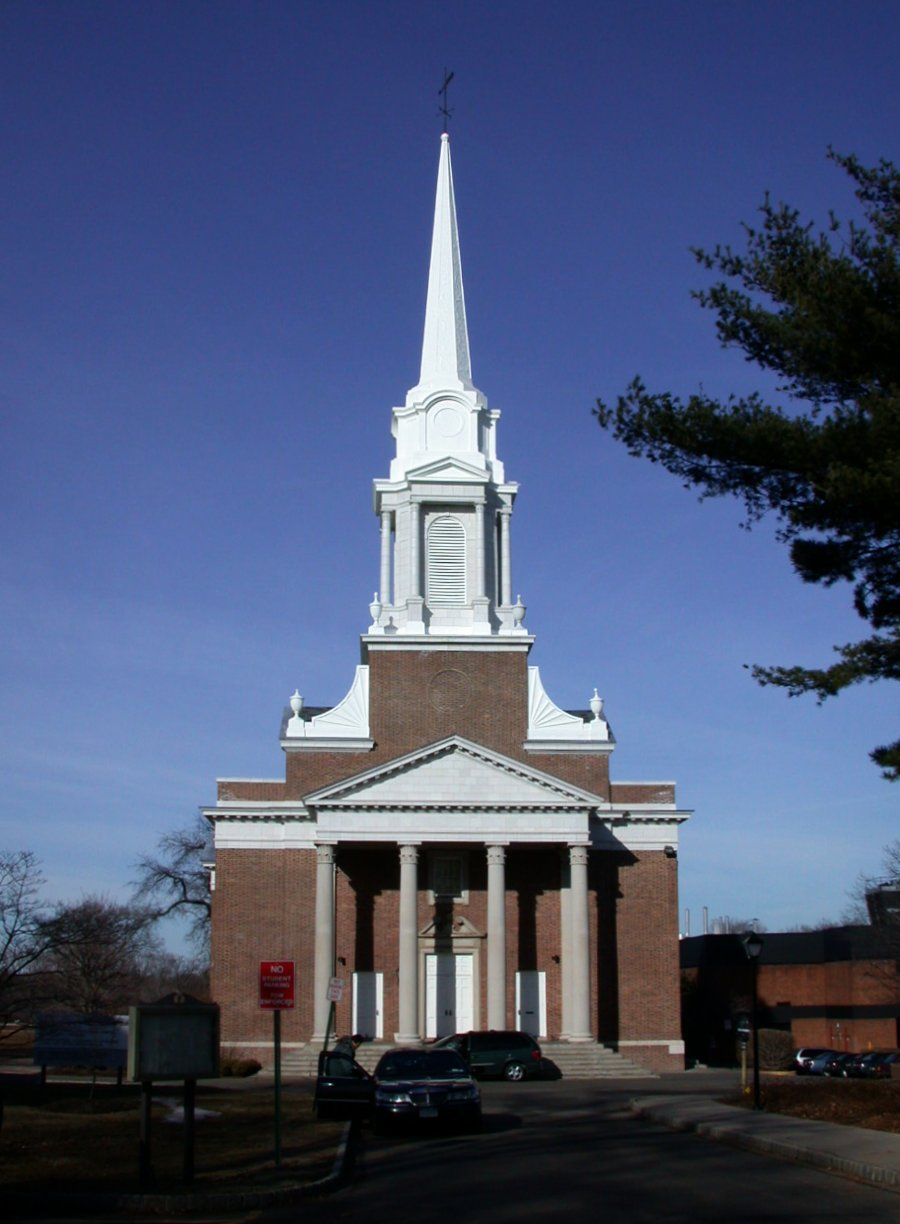
La chiesa Vorhees Chapel dell'università di Rutgers

- Carteret - borough
- Cranbury - township
- Dunellen - borough
- East Brunswick - township
- Edison - township
- Helmetta - borough
- Highland Park - borough
- Jamesburg - borough
- Metuchen - borough
- Middlesex - borough
- Milltown - borough
- Monroe - township
- New Brunswick - city
- North Brunswick - township
- Old Bridge - township
- Perth Amboy - city
- Piscataway - township
- Plainsboro - township
- Sayreville - borough
- South Amboy - city
- South Brunswick - township
- South Plainfield - borough
- South River - borough
- Spotswood - borough
- Woodbridge - township